# Euphronios

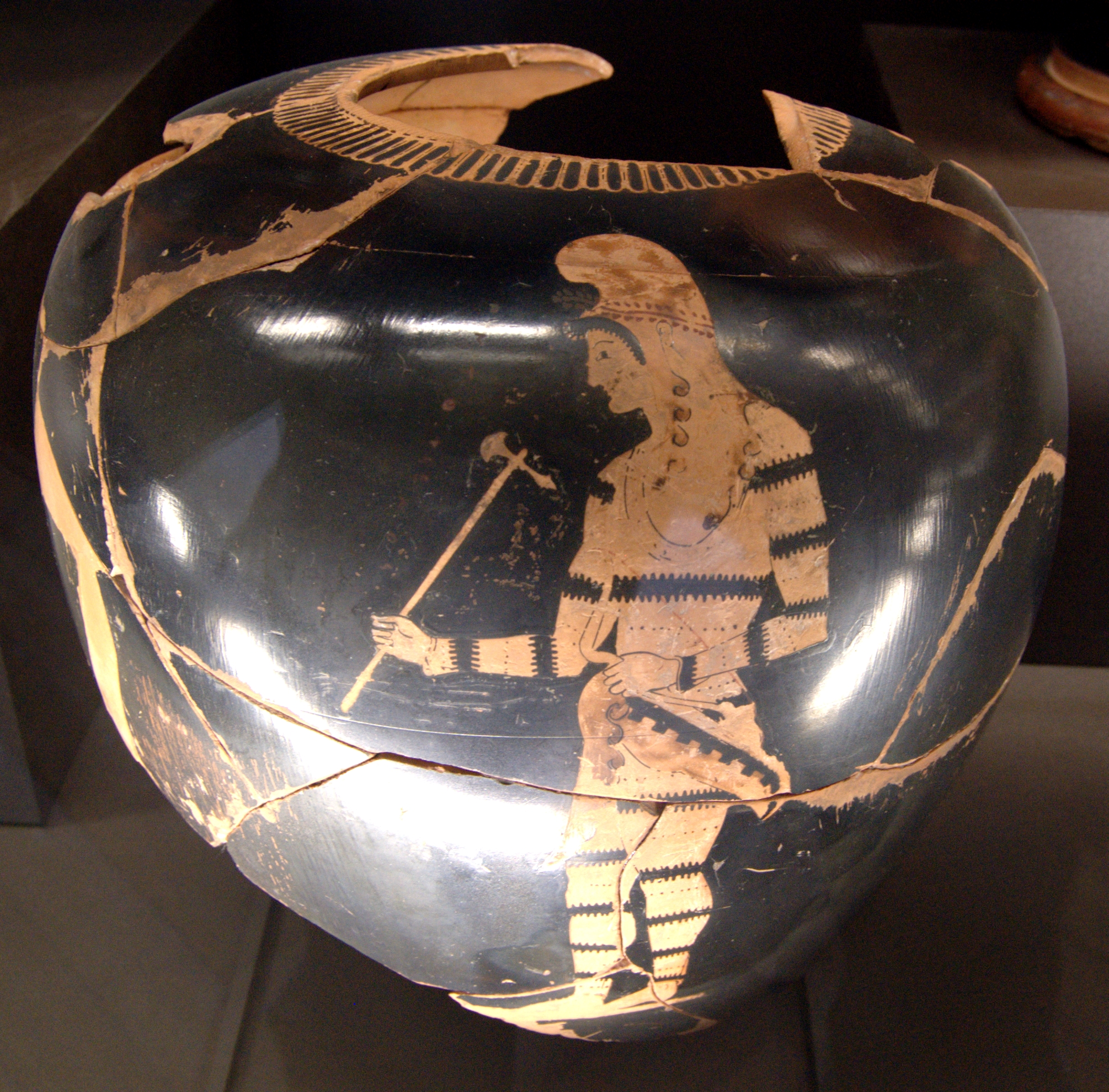
Paris, Louvre G 106: Halsamphora, Skythischer Bogenschütze; um 510–500 v. Chr.

Euphronios (altgriechisch Εὐφρόνιος, * um 535 v. Chr.; † nach 470 v. Chr.) war ein griechischer Vasenmaler und Töpfer, der am Ende des 6. Jahrhunderts und zu Beginn des 5. Jahrhunderts v. Chr. in Athen wirkte. Er war einer der bedeutendsten Vasenmaler des frühen rotfigurigen Stils und Vertreter der sogenannten Pioniergruppe der rotfigurigen Vasenmalerei. Mit seinem Werk steht er am Übergang von der Spätarchaik zur Frühklassik.

## Vorbetrachtungen

### Die Entdeckung der griechischen Vasenmaler
Anders als etwa zu Bildhauern gibt es keine literarischen Zeugnisse zu Vasenmalern aus der griechischen Antike. Die reichhaltige literarische Überlieferung zu Themen aus dem Kunstbereich erwähnt die Keramik kaum. Die Rekonstruktion der künstlerischen Entwicklung des Euphronios und seines Lebens kann nur aus der Interpretation seiner Arbeiten heraus erfolgen.
Die Beschäftigung mit der griechischen Keramik begann in der Neuzeit gegen Ende des 18. Jahrhunderts. Zunächst interessierte man sich vor allem für ihre Ikonografie. Als 1838 die erste Signatur des Euphronios entdeckt wurde, entdeckte man, dass sich einzelne Maler namentlich feststellen ließen und man ihnen im Idealfall weitere Werke zuordnen konnte. Daraufhin setzte eine Beschäftigung mit den Signaturen der Maler ein. Gegen Ende des 19. Jahrhunderts stellten Forscher die ersten stilistischen Kompendien zusammen.
Der Archäologe John D. Beazley (* 1885; † 1970) benutzte die Kompendien als Ausgangspunkt für seine Arbeit. Er begann, tausende von schwarz- und rotfigurigen attischen Vasenmalereien systematisch zu erfassen. Dabei bediente er sich der Methode des Kunsthistorikers Giovanni Morelli, die dieser für Gemälde vorgestellt hatte. In drei grundlegenden Werken zu den attischen Malern konnte Beazley eine Ordnung in die Kunstwerke bringen, die bis heute in weiten Zügen aktuell ist. Er führte in diesen alle Maler – namentlich bekannte und anonyme – auf, wobei er davon ausging, dass jeder Maler individuelle Kunstwerke schafft, die auch immer unverkennbar zuzuordnen sind. So ist heute jeder Maler individuell bekannt, selbst wenn man ihm keinen persönlichen Namen zuordnen kann.

### Die Situation in Athen am Ende des 6. Jahrhunderts
Euphronios muss um 535 v. Chr. geboren worden sein, als in Athen Kunst und Kultur unter dem Tyrannen Peisistratos in hoher Blüte standen. Die Athener Töpfer jener Zeit exportierten einen Großteil ihrer Produktion nach Etrurien. In erster Linie waren das Vasen, die im schwarzfigurigen Stil bemalt waren.
Die Vasenmalerei der Zeit erhielt dann allerdings Impulse durch Töpfer wie Nikosthenes und Andokides. So begann die Werkstatt des Andokides um 530 v. Chr. mit der Produktion von rotfigurigen Vasen. In einem zunächst langsam voranschreitenden Prozess ersetzte die neue Technik die alte. Euphronios sollte zu einem der bedeutendsten Vertreter der frühen rotfigurigen Vasenmalerei in Athen werden. Mit einigen anderen jungen Malern dieser Zeit rechnet man ihn in der modernen Forschung zur Pioniergruppe der rotfigurigen Malerei.

## Lehrjahre in der Werkstatt des Kachrylion
Wohl um 520 v. Chr. begann Euphronios mit der Vasenmalerei. Sein erster Meister war wahrscheinlich Psiax, auf den Euphronios – wie auch auf weitere ältere Meister – in späterer Zeit noch großen Einfluss haben sollte. Danach arbeitete er in der Werkstatt des Töpfers Kachrylion, wo er unter der Leitung des Malers Oltos stand.
Seine Werke aus dieser Zeit zeigen neben ihren mythologischen Themen schon früh Euphronios’ Vorliebe für monumentale Szenen und Alltagsbilder, in denen er vorzugsweise Muskeln und Bewegungsabläufe zeigte. Vor allem letzterer Punkt bringt ihn in die Nähe des Psiax, der in ähnlicher Weise malte. Beide Künstler zeichnete nicht zuletzt ihre Experimentierfreudigkeit aus. Euphronios konnten aus dieser Zeit neben einigen Fragmenten eine Schale in London (E 41) und eine weitere aus dem Getty Museum (77.AE.20) zugewiesen werden.
Der bedeutendste Fund war aber eine von ihm signierte Sarpedonschale. Erst als diese auf dem internationalen Kunstmarkt auftauchte, konnte man Euphronios sein Frühwerk zuordnen, das in vielem dem des Oltos ähnelt und zuvor teilweise diesem zugeschrieben worden war. Dabei war es zu dieser Zeit ungewöhnlich, dass er seine Arbeiten signierte. Wurde es später üblich, dass Maler ihre gelungensten Werke signierten, kam dies noch bei schwarzfigurigen Vasen und in der Frühzeit der rotfigurigen Malerei selten vor.

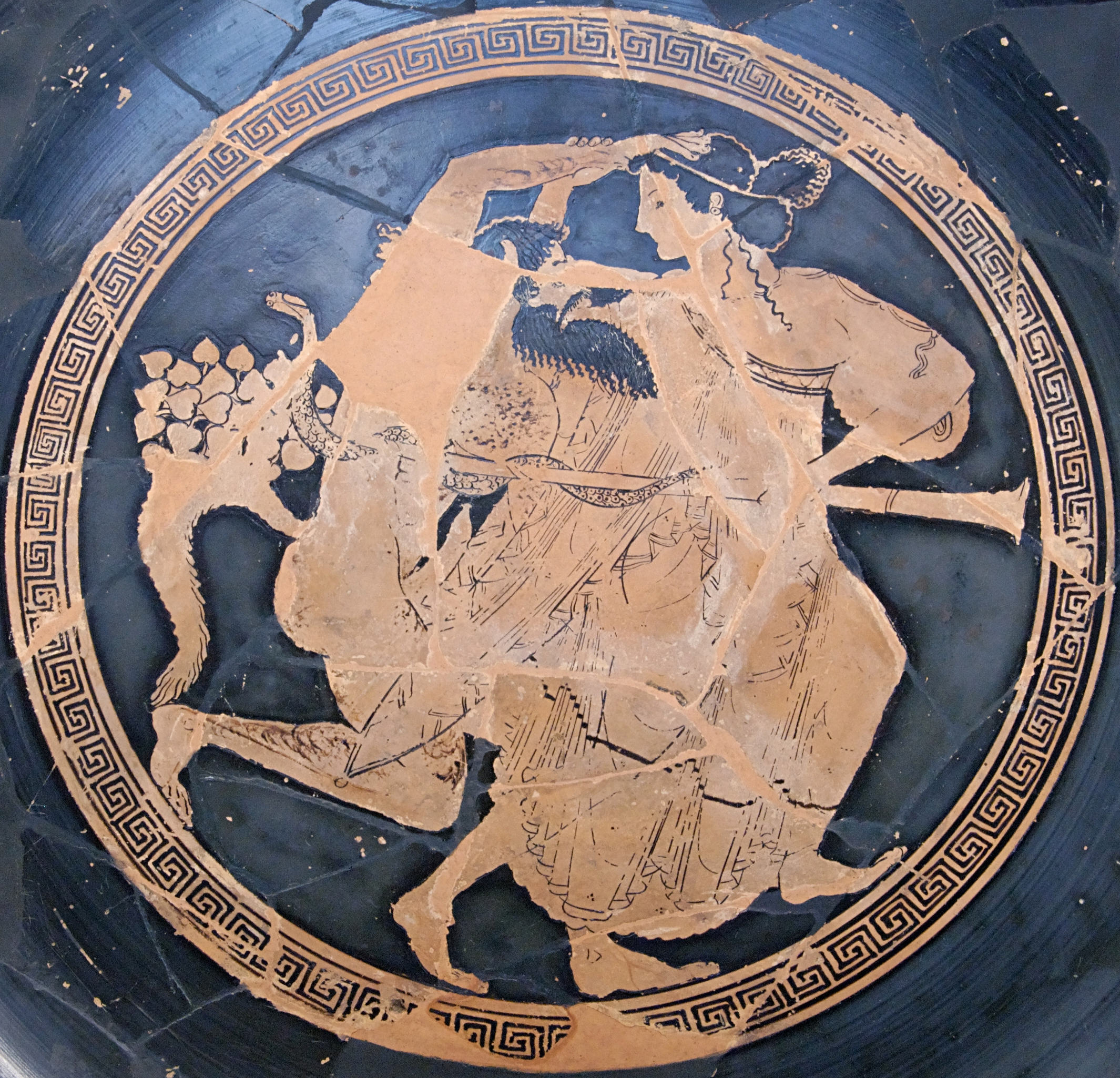
Paris, Louvre G 34: Schale: Ein Satyr verfolgt eine Mänade

Schon früh muss Euphronios sein besonderes Talent gezeigt haben. Das zeigt sich an seinem künstlerischen Einfluss auf weitere in der Werkstatt des Kachrylion tätige Maler und selbst auf seine früheren Lehrer Psiax und Oltos. Schon in der frühen Zeit ist eine völlige Beherrschung der technischen Fertigkeiten, die man für die rotfigurige Vasenmalerei benötigt, erkennbar. Ebenso kann man bei ihm eigene technische Weiterentwicklungen sehen. Um die menschliche Anatomie noch plastischer und realistischer darzustellen, führte er die Verwendung der Relieflinie und die Verwendung des verdünnten Tonschlickers ein. Der Tonschlicker nimmt, je nachdem, wie man ihn aufträgt, beim Brand Farbwerte von hellgelb bis dunkelbraun an und erhöht so die stilistischen Möglichkeiten um ein Vielfaches.
Obwohl Kachrylion in seiner Werkstatt nur Trinkschalen herstellte und Euphronios bis in seine Reifezeit bei diesem arbeitete, reichten ihm einfache Schalen bald nicht mehr aus. Er begann auch andere, wohl von anderen Töpfern geschaffene Vasen zu bemalen. Im Museo Nazionale Etrusco di Villa Giulia befinden sich zwei Peliken, die er schon sehr früh bemalt hatte. Solche mittelgroßen Vasen boten ihm weitaus mehr Raum für seine Figurenzeichnung. Auch ein Psykter (heute in Boston) wird zu seinem Frühwerk gerechnet, da seine Malweise dort noch stark an die des Oltos erinnert: steife Gewandfalten, mandelförmige Augen, ein kleines, vorspringendes Kinn und wenig differenzierte Hände und Füße. Möglicherweise war es aber auch nur eine weniger sorgfältige Arbeit aus seiner späteren Zeit.
Die Problematik, Euphronios’ Arbeiten sicher in eine Schaffensperiode einzuordnen, ist auch bei mehreren anderen Gefäßen anzutreffen. Zwar ist der Schaffensrahmen des Euphronios heute gesichert, doch gibt es einige Werke, bei denen eine zeitliche Zuordnung schwer ist. So wird ein Kelchkrater aus der Antikensammlung Berlin, der junge Männer bei sportlichen Übungen in der Palästra zeigt, aufgrund des bemalten Gefäßes häufig seinem reiferen Werk zugeordnet. Trotz der Verwendung einiger fortgeschrittener Methoden (genauere Wiedergabe der Muskulatur, Relieflinie) muss der Krater trotzdem einem früheren Zeitraum zugerechnet werden, da noch einige Anleihen an die schwarzfigurige Malerei zu finden sind. Dabei handelt es sich um eine Efeugirlande unter dem Mündungsrand, das verhältnismäßig kleine Bildformat und die stilistische Nähe zu Oltos.

## Euphronios und Euxitheos: Reifephase und Meisterjahre

### Innovation und Wettstreit

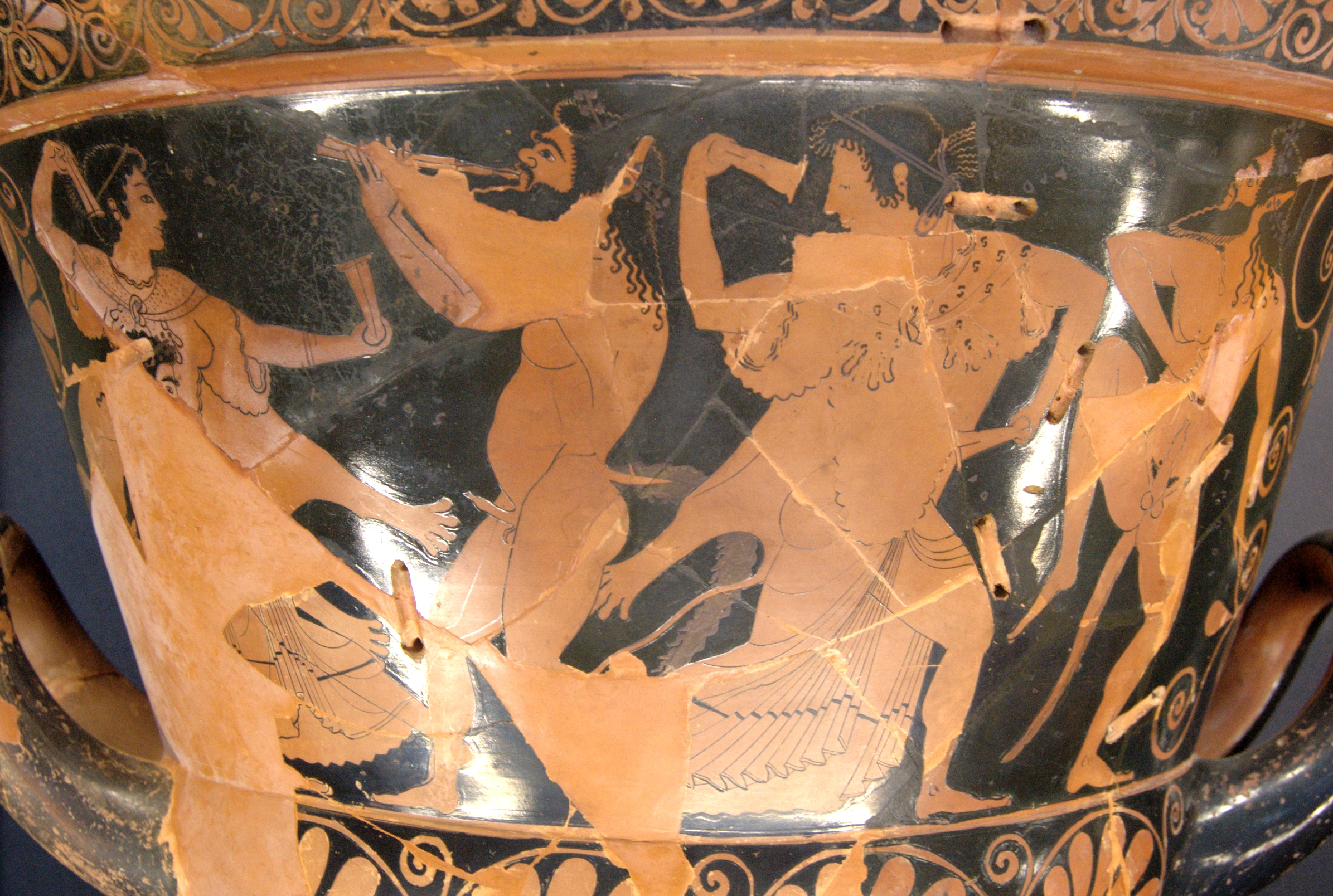
Paris, Louvre G 33: Kelchkrater aus der Zusammenarbeit von Euphronios und Euxitheos

Wohl auf der Suche nach einem neuen Bildträger für seine Kompositionen kam Euphronios um 510 v. Chr. in die Werkstatt des Töpfers Euxitheos. Dieser war ebenso wie Euphronios offen für neue Einflüsse und Entwicklungen und experimentierte mit Formen und Dekor. Durch die stetige stilistische Weiterentwicklung des Malers können Forscher mit einiger Sicherheit die zeitliche Reihenfolge der einzelnen Werke vermuten.
Auf einem nur noch fragmentarisch erhaltenen Kelchkrater (Louvre G 110) ist auf der Vorderseite der Kampf des Herakles mit dem Nemeischen Löwen zu sehen, ein Motiv, das Euphronios schon um 520 v. Chr. auf einer Schale verwendet hatte. Auf der Rückseite ist eine Komosszene dargestellt. Teilnehmer dieser Tanzveranstaltung werden von Euphronios zum Teil in extremen körperlichen Haltungen dargestellt. Darunter befindet sich eine Rückenansicht mit zurückgelehnten Armen, die in der Art der Darstellung eine kühne Leistung war. Wahrscheinlich aufgrund dieser Figur signierte er die Arbeit. Diese Signatur ist einzigartig, da der Künstler hier die Formel Euphronios egraphsen tade – „Euphronios hat diese Dinge gemalt“ – verwendete. Es ist ein charakteristisches Beispiel der Pioniergruppe der rotfigurigen Vasenmalerei, ihren individuellen Beitrag zur aktuellen Entwicklung der Kunst herauszustellen.
Das geht zum Teil so weit, dass sich die Künstler selbst innerhalb ihrer Werke Wettstreite liefern. Auf einer heute in München befindlichen Amphora behauptet Euthymides, ebenfalls ein Maler der Pioniergruppe, von sich, er habe ein Bild geschaffen, „wie es Euphronios nie gekonnt hätte“. Aus diesen Worten spricht sowohl die Achtung vor dem Können des Kollegen und Rivalen als auch der Wettstreit mit diesem. So ist es auch nicht verwunderlich, dass ein etwas jüngerer Maler, Smikros, wahrscheinlich ein Schüler des Euphronios, mit seinen zum Teil sehr gelungenen frühen Werken schon Plagiate von Euphronios’ Arbeiten schuf. Im J. Paul Getty Museum findet sich ein von Smikros signierter Psykter, auf dem dieser Euphronios abbildete, wie er um den Knaben Leagros wirbt. Der Name Leagros ist seinerseits häufig auf den Arbeiten des Euphronios als Lieblingsinschrift zu finden.

### Herkules, Antaios und Sarpedon – die beiden Meisterwerke
Als Meisterwerk gilt der Kelchkrater, der Herakles und Antaios im Kampf zeigt. Besonders gelungen ist die anatomisch präzise Wiedergabe der Muskeln. Der Kontrast zwischen dem barbarischen libyschen Riesen Antaios und dem zivilisierten, gepflegten griechischen Helden ist bezeichnend für das sich herausbildende Selbstverständnis der Griechen. Eine besondere Intensität wird dem Werk durch die die beiden Kämpfer flankierenden fliehenden Frauen gegeben, die in ihrer Statuenhaftigkeit das Bild abschließen.  Bei der Restaurierung der Vase wurde eine Vorzeichnung gefunden. Sie zeigt, dass Euphronios zunächst noch Probleme bei der Wiedergabe des ausgerenkten Arms des sterbenden Riesen hatte, die er jedoch in der Endfassung überwand.

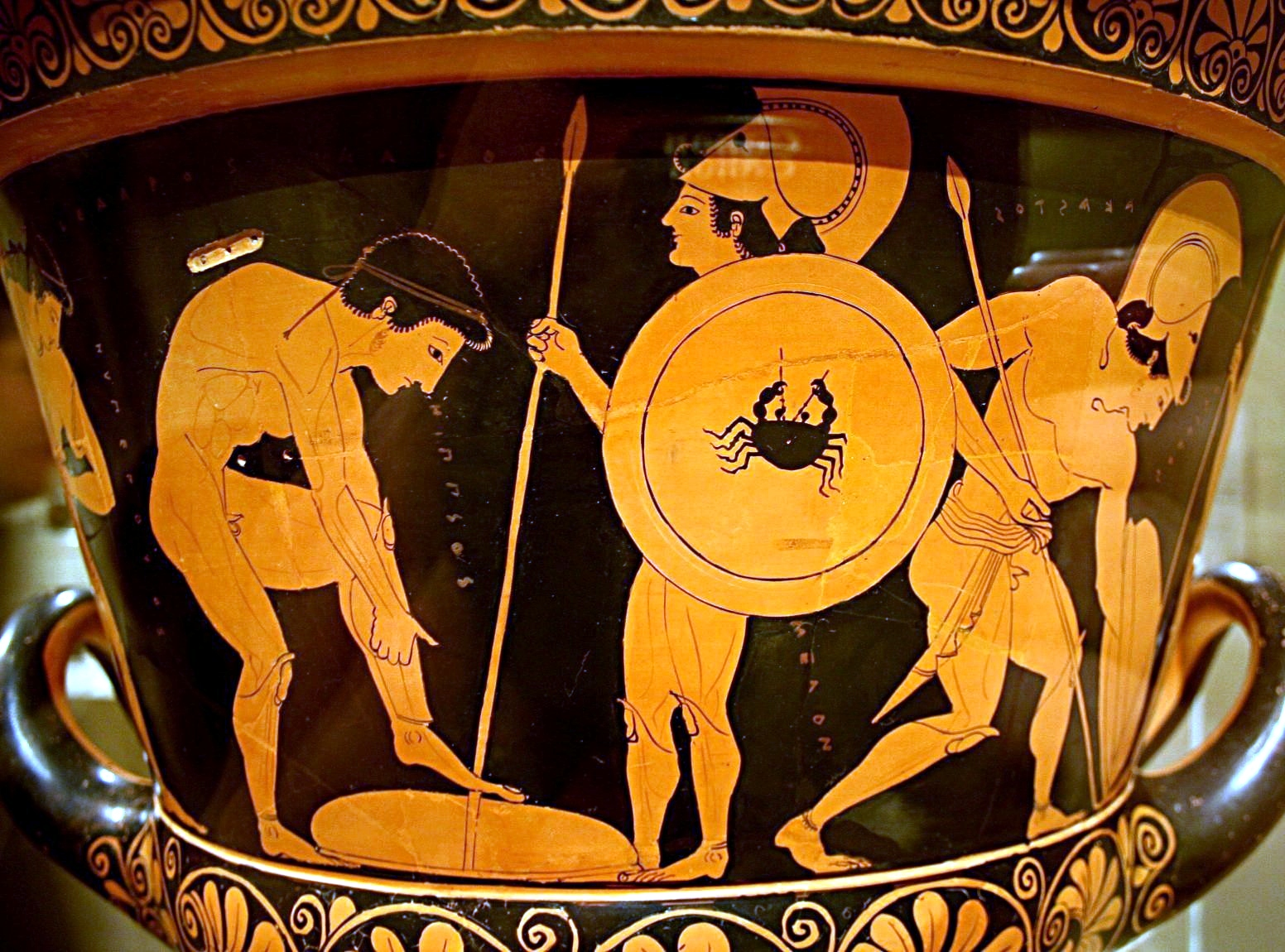
Rückseite des Sarpedonkraters

Als Höhepunkt in Euphronios’ Schaffen wird allgemein der um 515 v. Chr. geschaffene Sarpedonkrater angesehen, auch einfach Euphronios-Krater genannt. Wie auf der bekannten Schale seiner frühen Arbeit bildet hier Sarpedon den Mittelpunkt des Bildes. Seine Leiche wird auf Anordnung seines Vaters Zeus von Thanatos und Hypnos vom Schlachtfeld getragen. Im zentralen Bildhintergrund ist Hermes zu sehen, der hier in seiner Eigenschaft als Begleiter der Toten auf ihrem letzten Weg abgebildet ist. Flankiert wird das Ensemble durch zwei trojanische Krieger, die offenbar nicht sehen, was vor sich geht, und starr vor sich hin blicken. Die Figuren sind nicht nur namentlich beschriftet, sondern auch mit erklärenden Texten versehen. Durch die Verwendung von dünnflüssigem Schlicker schafft es Euphronios, die verschiedenen möglichen Farbtöne gekonnt einzusetzen und somit der Szenerie eine besondere Lebendigkeit zu geben. Doch nicht nur in bildlicher Hinsicht ist dieser Krater der Höhepunkt im Werk des Künstlers. Auch die Kombination von Vase und Malerei findet hier einen neuen Höhepunkt. Die Form des Kelchkraters war noch während der schwarzfigurigen Malerei vom Töpfer und Maler Exekias entwickelt worden. Für die neue rotfigurige Malerei entwickelte Euxitheos einige Neuerungen. Durch die schwarze Bemalung der Henkel, des Fußes und des Vasenunterkörpers wird der helle Bildraum strikt begrenzt. Wie für das Werk des Euphronios üblich, wird der Bildteil von Verschnörkelungen begrenzt. Die Malerei selbst ist letztlich ein Paradebeispiel für die Arbeit des Malers: kraftvoll, dynamisch, detailliert, anatomisch korrekt und mit einem starken Hang zum Pathos. Auch den beiden Künstlern muss ihre vereint gute Arbeit bewusst gewesen sein, da sich hier die Signaturen des Töpfers und des Malers finden. Seit 1972 befand sich der Krater, der das einzige komplett und ohne Bruch erhaltene Werk des Künstlers ist, im New Yorker Metropolitan Museum. Im Februar 2006 wurde die Vase, die offenbar aus der etruskischen Nekropole von Cerveteri stammt und illegal erworben wurde, offiziell wieder an Italien zurückgegeben. Nachdem sie zunächst als Leihgabe weiter im Metropolitan Museum verblieben war, wurde sie im Januar 2008 nach Italien überführt, wo sie heute im Archäologischen Museum in Cerveteri ausgestellt ist.
Auf der Rückseite des Sarpedonkraters findet sich eine einfachere Bewaffnungsszene, die ganz offensichtlich weniger sorgfältig gearbeitet wurde. Sie scheint auch nicht in Zusammenhang mit der Sarpedonszene zu stehen. Es sind allerdings auch Arbeiten des Euphronios bekannt, in denen sich Vorder- und Rückseite ergänzen.

### Alltagsszenen

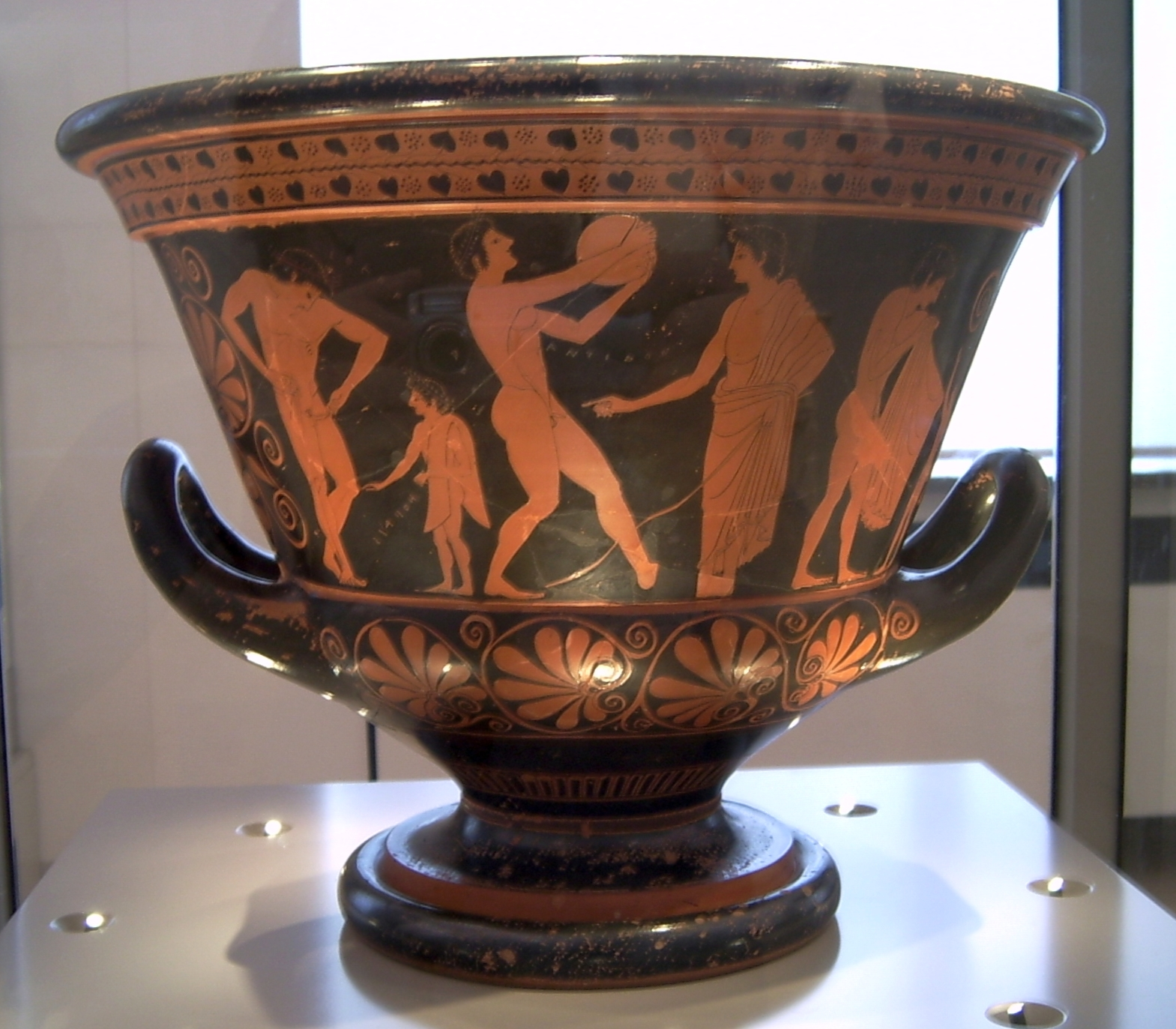
Euphronios Krater Antikensammlung Berlin: Sportler bei der Vorbereitung auf den Wettkampf, um 510–500 v. Chr.

Neben mythologischen Szenen bemalte Euphronios auch einige Gefäße mit Alltagsszenen. Auf einem Kelchkrater in der Antikensammlung München wird der Betrachter Zeuge eines Symposions. Vier Männer liegen auf ihren Klinen und trinken Wein. Eine mit dem Namen Syko gekennzeichnete Hetäre unterhält die Gesellschaft mit ihrem Flötenspiel und der Gastgeber namens Ekphantides stimmt ein Lied zu Ehren des Gottes Apoll an. Beinahe wie im modernen Comic strömen ihm die Worte aus dem Mund. Solche Szenen findet man häufig auf den Vasen. Zum einen, weil die Gefäße nicht zuletzt für diese Gelegenheiten geschaffen wurden, zum anderen, weil Maler wie Euphronios auch zu diesem Kreis der athenischen Bürgerschaft gehörten – oder aber gern gehören wollten. Es ist unklar, wie der gesellschaftliche Status des Künstlers in seiner Zeit als Maler war.
Sehr bekannt ist auch ein signierter Psykter aus der Eremitage, auf dem vier Hetären bei einem Gelage dargestellt sind. Eine der Frauen ist mit dem Namen Smikra gekennzeichnet – vermutlich eine humorvolle Anspielung auf den jungen Maler Smikros.
Neben den Gelageszenen gibt es auch einige Palästrenbilder, in denen der Künstler seiner Freude an Bewegungen, Dynamik und Muskelspiel frönen konnte. In diesen Zusammenhang fällt die einzige überlieferte Arbeit des Euphronios in schwarzfiguriger Technik, die nur fragmentarisch erhalten auf der Akropolis von Athen gefunden wurde. Auf den Resten einer panathenäischen Amphore kann man noch einen Teil des Kopfes der Athene erkennen. Wie es bei solchen Darstellungen üblich war, befand sich höchstwahrscheinlich auf der Rückseite die Darstellung einer Sportart, die bei den Panathenäen ausgeübt wurde.

## Spätphase
Die Arbeiten der letzten Jahre sind zum Teil von Zuweisungsproblemen gekennzeichnet, die mehrere Gründe haben können: Bekannt ist der unsignierte Volutenkrater, der schon im 18. Jahrhundert bei Arezzo gefunden wurde. Der auf dem Bauch des Kraters gemalte größere Teil ist Euphronios recht problemlos zuzuschreiben.
Auf dem Krater befindet sich eine Kampfszene mit Herakles und Telamon im Zentrum, die gegen Amazonen kämpfen. Telamon gibt einer verwundeten Amazone in skythischer Kleidung des Todesstoß. Herakles kämpft gegen die Amazone Teisipyle, die mit einem Bogen auf ihn zielt. Auch in diesem späten Werk erkennt man Euphronios’ Suche nach neuen Ausdrucksmöglichkeiten. Die Szene hat eine ganz besonders beeindruckende Dynamik, die offenbar selbst den Künstler ergriffen hatte, der das Bein des Telamon in einer recht verrenkten Form wiedergab. Problematisch wird die Zuweisung des kleinfigurigen Frieses, der sich um den Hals des Gefäßes zieht und einen Zug von Komasten zeigt. Möglicherweise war hier einer der Assistenten des Meisters – vielleicht Smikros – am Werk.
Der Krater scheint ein zentrales Werk gewesen zu sein und viele andere Werke beeinflusst und inspiriert zu haben. So findet sich auf einer Halsamphora (Louvre G 107) ein nahezu identisches Figurenprogramm, das zeichnerisch jedoch nicht wirklich dem Stil des Euphronios entsprach. Herakles ist darauf mit einer rätselhaften Inschrift versehen: Es scheint Smikros zu gehören. Möglicherweise muss man auch hier eine Zusammenarbeit beider Künstler annehmen. Anders verhält es sich bei einer Amphora (Leningrad 610), auf der ebenfalls eine ähnliche Szenerie wie auf dem oben beschriebenen Krater zu sehen ist, nur dass hier Herakles als Bogenschütze dargestellt ist. Da sowohl in dieser Hinsicht wie auch in der Art der Figurenzeichnung Verbindungen zu Euphronios hergestellt werden können, hat schon Beazley die Arbeit – wenn auch nach einigem Zögern – dem Euphronios zugeschrieben. Problematisch ist dabei, dass in dieser Phase Stil und Fertigkeiten des Smikros durch die Zusammenarbeit mit seinem Lehrer schon nahe denen seines Meisters waren und manchmal Schwierigkeiten beim Auseinanderhalten der Arbeiten der beiden besteht.
Die letzten Arbeiten des Meisters (Louvre G 33; Louvre G 43) sind von einer starken Vereinfachung gekennzeichnet. Die Motive sind nicht mehr so sorgfältig durchkomponiert wie die früheren Arbeiten, was wohl damit zu tun hat, dass sich Euphronios um 500 v. Chr. einer neuen Beschäftigung zuwandte.

## Euphronios als Töpfer
Um das Jahr 500 v. Chr. scheint Euphronios eine Töpferwerkstatt übernommen zu haben. Es war in der Geschichte der griechischen Töpferei und Vasenmalerei nicht ungewöhnlich, dass es Künstler gab, die sich beiden Bereichen widmeten, so sind auch andere Maler der Pioniergruppe wie Phintias und Euthymides sowohl Maler als auch Töpfer gewesen. Doch ist die Situation bei Euphronios insoweit einzigartig, dass man bei ihm einen Bruch erkennen kann. Zunächst war er nur Maler, anschließend nur noch Töpfer.

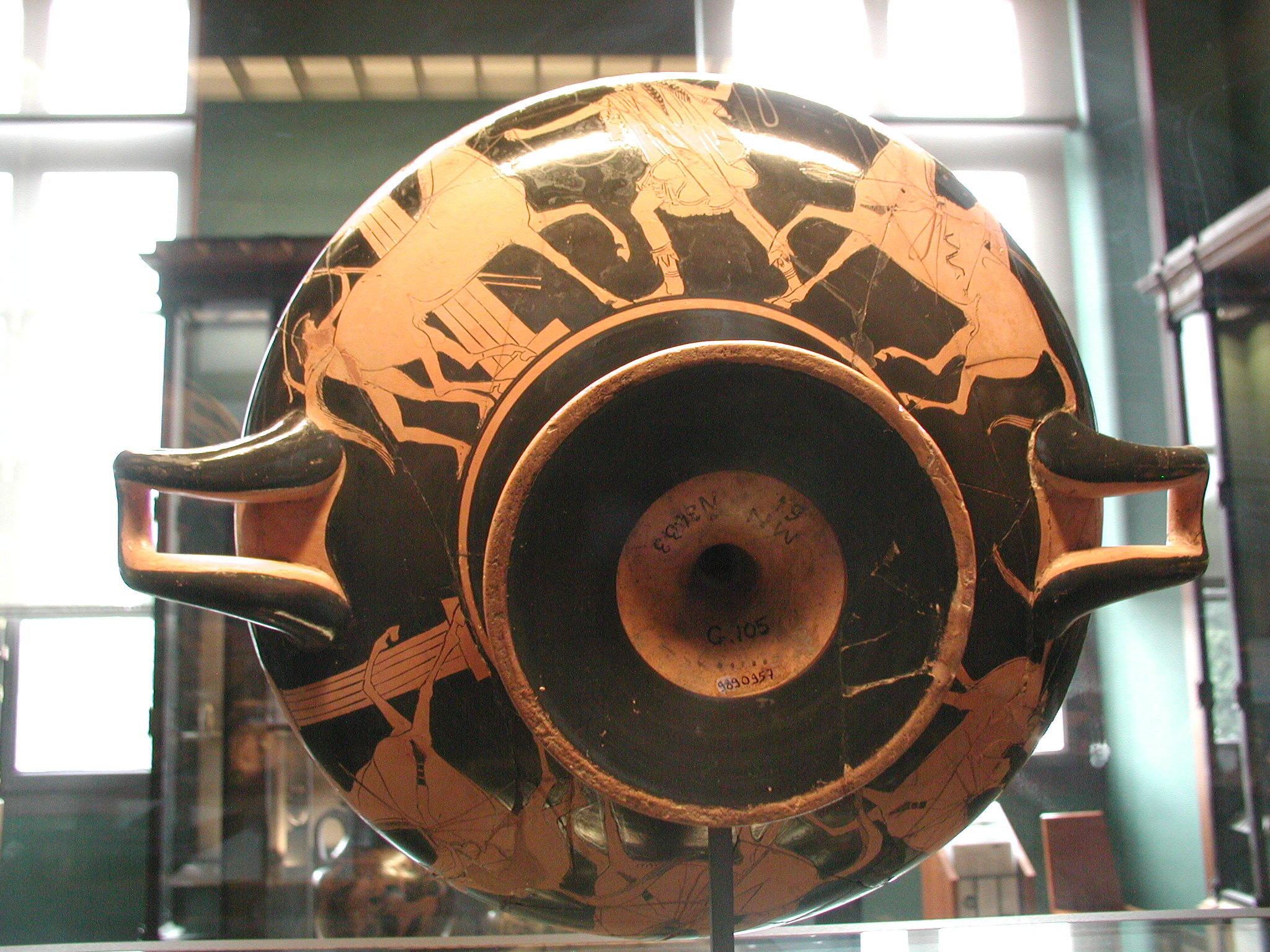
Paris, Louvre G 105: Schale mit Euphronios’ Töpfersignatur, Malerei von Onesimos

In seiner Werkstatt schuf Euphronios in den folgenden Jahren vor allem Schalen. Es ist verständlich, dass er diese Chance ergriffen hatte, waren doch die Töpfer (kerameis) die eigentlichen Unternehmer und die Maler nur beim Töpfer beschäftigte Arbeiter. Somit war die Aussicht auf Wohlstand für den Töpfer weitaus höher als für den Maler. Es sind auch einige andere Hypothesen diskutiert worden, etwa dass Euphronios eine wirkliche Neigung zum Töpferhandwerk entwickelt hatte. Das ist durchaus möglich, da er auch als Töpfer ein Meister seines Faches war und sogar mehr signierte Arbeiten von ihm als Töpfer denn als Maler überliefert sind. Eine weitere Theorie geht von einer Verschlechterung der Sehkraft des Malers aus, was ihn dazu zwang, einer einfacheren Arbeit nachzugehen. Diese Hypothese wird durch den Fund des Sockels eines Weihegeschenk auf der Akropolis untermauert. Auf der nur fragmentarisch überlieferten Inschrift, die den Namen des Euphronios trägt, findet sich das Wort hygieia (Gesundheit), das diese Theorie unterstützt. Allerdings geht man heute davon aus, dass es wohl wirklich die Aussicht auf bessere Lebensverhältnisse war, die Euphronios diesen Weg gehen ließ.
Interessant ist jedoch, dass er ausgerechnet die Schale als Hauptprodukt seiner Werkstatt ausgewählt hatte. Denn die Schalen wurden bis dahin meist von weniger begabten Malern gestaltet und galten wohl als nicht so wichtig. Euphronios’ Auswahl der jungen Maler in seiner Werkstatt zeigt indes, dass er sehr wohl großen Wert auf ausgezeichnete Arbeiten legte. Das erklärt die Beschäftigung von bedeutenden zumeist jungen Malern wie Onesimos, Duris, Antiphon-Maler, Triptolemos-Maler oder dem Pistoxenos-Maler in seiner Werkstatt.
Die letzten Töpferarbeiten sind für Euphronios um 470 v. Chr. belegt. 21 seiner heute bekannten Töpferarbeiten sind mit seiner Signatur versehen, dazu elf seiner Malerarbeiten, die heute in etwa 50 Gefäßen oder Fragmenten überliefert sind.